# Українська культура
Українська культура (с укр. — «Украинская культура») — культурологический журнал на украинском языке, издающийся с 1921 года. Выходит в Киеве.

## История
Журнал основан в 1921 году в Харькове в качестве общественно-политического русскоязычного издания под названием «Путь к коммунизму». С 1925 по 1937 год выходил на русском и украинском языках под различными названиями: «Рабочий клуб», «Культработник», «Культробітник», «Культфронт», «Колбуд». С 1937 года — «Соціалістична культура», орган Министерства культуры Украинской ССР и республиканского совета профсоюзов. В 1971 году был награждён  почётной грамотой Верховного Совета Украинской ССР. С 1991 года — «Українська культура».
После обретения Украиной независимости в конце 1991 года журнал переживал непростые времена. Часто менялись главные редактора, финансовое положение было нестабильным. В 2012 году, выпустив 1000-й номер, уволилась значительная часть сотрудников. В 2015 году после принятия закона «О реформировании государственных и коммунальных СМИ» издание было практически прекращено.

## Современное издание
Обновлённый журнал начал вновь выходить с 2019 года — его стало издавать одноимённое издательство. Журнал позиционируется как ведущее культурологическое издание страны. Он также стал головным изданием для холдинга, который объединяет несколько изданий, таких как: «Культура і життя» (основано в 1913 году), «Музика» (основано в 1923 году), «Пам’ятки  України:  національна  спадщина» (основано в 1969 году) и «Кримська  світлиця» (основано в 1992 году).
С июля 2020 — главный редактор журнала — Татьяна Череп-Пероганич.